# Expresso Tiradentes

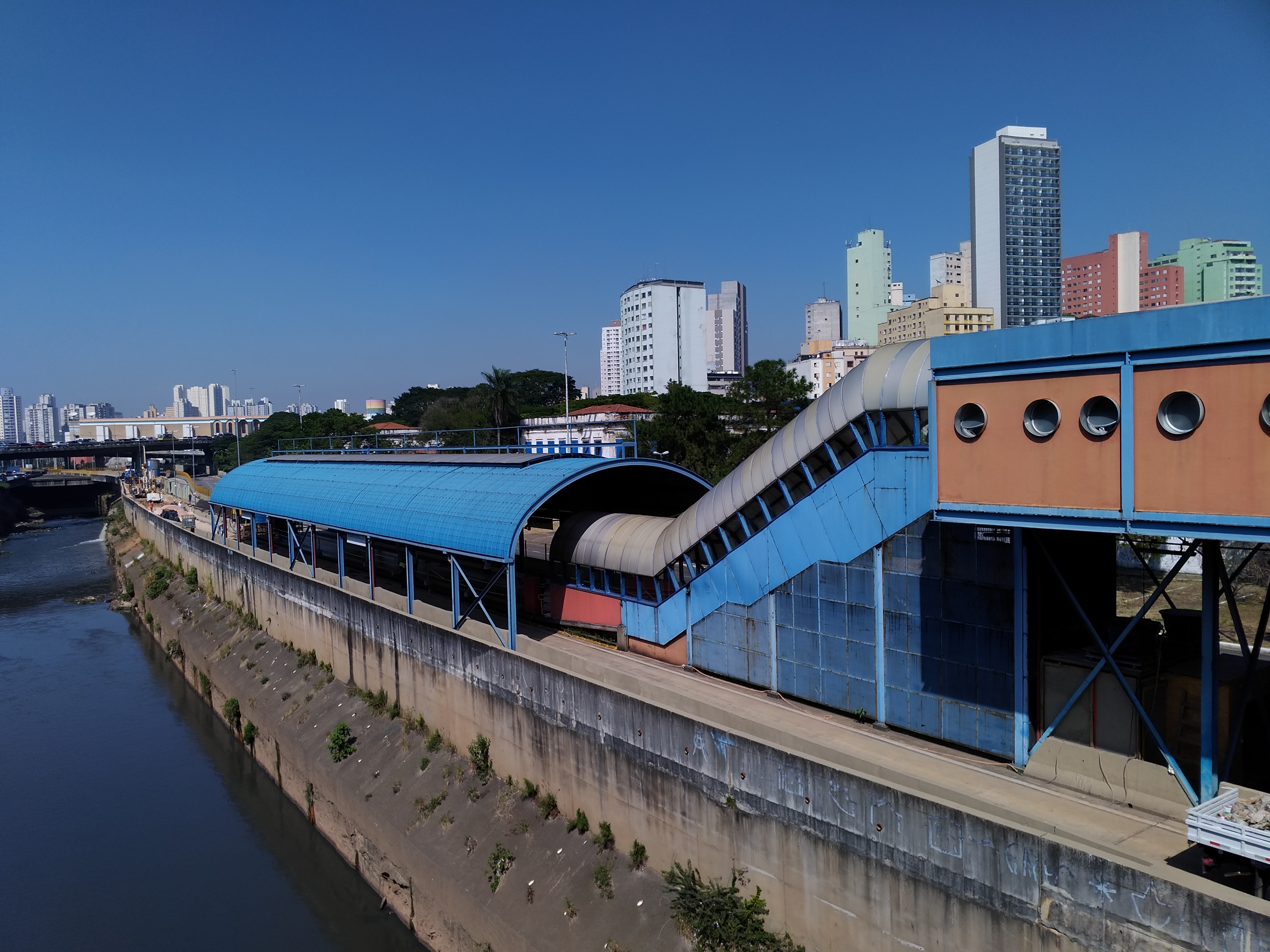
Image externe de la station Pedro II, BRT Expresso Tiradentes.

Expresso Tiradentes est le nom du réseau de bus à haut niveau de service desservant la ville de São Paulo, au Brésil. Sa construction a débuté en 1997, et la première ligne du réseau a ouvert en 2007.
Il fonctionne le tronçon Sacomã - Parque Dom Pedro II et le tronçon Vila Prudente - Parque Dom Pedro II.